# Cheminée Le Colosse
La cheminée Le Colosse est la cheminée d'une ancienne usine sucrière de l'île de La Réunion, département d'outre-mer français dans le sud-ouest de l'océan Indien. Située au Colosse à Saint-André, elle est inscrite en totalité à l'inventaire supplémentaire des Monuments historiques depuis le 27 juin 2002, ainsi que son terrain d’assiette,.

## Historique
Entre la mer et la route, au PK 2.5 du C.D. 47 en face du chemin Lagourgue, on aperçoit les ruines de l’usine centrale construite par Nicole Robinet de la Serve. 
- 1827 : Création par Nicole Robinet de la Serve associé à Xavier Bellier Montrose et Marie Marguerite Pignolet veuve de Jean Dioré, de l’établissement sucrier de Champ-Borne.
- 1829 / 1830 : Faillite de la société. Nicole de la Serve n’est plus le gestionnaire.
- 1831 : Importante révolte des engagés indiens.
- 1833 : Nouveau propriétaire : Luc Gardye de la Chapelle
- 1842 : Mort de Nicole Robinet de la Serve
- 1850 : Construction des calbanons (3 longères de 60 m de long placées en forme de U).
- 1857 : Propriétaire: Imhaus. 222 travailleurs, dont 169 indiens et 22 cafres.
- 1880 : Propriétaire : Imhaus, Lachapelle et Levavasseur. 123 travailleurs dont 95 indiens et 9 cafres.
- 1882 : Propriétaire : La famille Bœuf. L’usine devient une féculerie de tapioca et d’arow-root.
- 1897 : Fermeture définitive.

Ce site a été marqué par une immigration forte de la communauté indienne, le temple du Colosse est un témoin de ce passé.
Nicole Robinet de la Serve
Ce créole, né en 1791, est par sa mère un des descendants de Marie Caze, l’une des premières femmes malgaches ayant contribué au peuplement de l’île. Par son père, officier de marine, qui a participé à la traite négrière, il a des origines périgourdines. Dans l'île, il appartient à une famille de moyens propriétaires. Il vécut principalement à Saint-André dans le quartier de Champ-Borne et à Salazie. Il eut sept enfants de deux épouses. Il monta, en 1827, une société dite du Champ-Borne chargée de construire une usine sucrière d’après l’historien Jean-François Géraud ; cette usine sucrière fut nommée à sa création  « Établissement de Champ-Borne » et l’usage de l’appellation « Le Colosse » s’imposa entre 1840 et 1848.
Il est également connu pour avoir osé « dire le premier à ses compatriotes de ne pas s'opposer aux mesures qui devraient amener progressivement l'émancipation générale des esclaves dans les colonies ».
Il soumit à Betting de Lancastel, le directeur de l’intérieur, un plan détaillé prévoyant une immigration contractuelle en provenance des Indes. Sa suggestion ayant été ratifiée par le Conseil privé, ses associés et lui-même «  confièrent à un certain Joseph Argand, négociant en partance pour l’Inde, d’enrôler là-bas pour leur compte un premier contingent de vingt travailleurs et de les acheminer vers l’île. (M.Loupy, notaire à Saint-André, 6 février 1828).
En 1828 et en 1829, près de trois mille indiens furent introduits dans l’île et des difficultés survinrent.
Sur les propriétés, on les traitait en fait comme de la main-d’œuvre servile en les plaçant sous l’autorité des "commandeurs", ces esclaves chargés de diriger le personnel de l’exploitation.